# Ліповец (комуна)
Ліповец (рум. Lipovăț) — комуна у повіті Васлуй в Румунії. До складу комуни входять такі села (дані про населення за 2002 рік):
- Кепушнень (341 особа)
- Корбу (635 осіб)
- Кіцок (1152 особи)
- Ліповец (1660 осіб) — адміністративний центр комуни
- Фунду-Веїй (602 особи)

Комуна розташована на відстані 268 км на північний схід від Бухареста, 8 км на південь від Васлуя, 66 км на південь від Ясс, 129 км на північ від Галаца.

## Населення
За даними перепису населення 2002 року у комуні проживали 4390 осіб.
Національний склад населення комуни:
| Національність | Кількість осіб | Відсоток |
| -------------- | -------------- | -------- |
| румуни         | 4388           | > 99,9%  |
| українці       | 2              | < 0,1%   |

Рідною мовою назвали:
| Мова       | Кількість осіб | Відсоток |
| ---------- | -------------- | -------- |
| румунська  | 4388           | > 99,9%  |
| українська | 2              | < 0,1%   |

Склад населення комуни за віросповіданням:
| Релігія       | Кількість осіб | Відсоток |
| ------------- | -------------- | -------- |
| православні   | 4301           | 98,0%    |
| бретрени      | 70             | 1,6%     |
| адвентисти    | 17             | 0,4%     |
| римо-католики | 1              | < 0,1%   |
| старообрядці  | 1              | < 0,1%   |